# Tipula perstudiosa
Tipula perstudiosa är en tvåvingeart som beskrevs av Alexander 1937. Tipula perstudiosa ingår i släktet Tipula och familjen storharkrankar. Inga underarter finns listade i Catalogue of Life.